# 금낭화속
금낭화속은 현호색과에 속하는, 20여종의 초본 식물을 포함하는 분류이다.
금낭화(D. spectabilis)와 Dicentra formosa가 원예종으로 널리 쓰인다.
아시아와 북아메리카에 분포한다. 한반도에서는 금낭화(D. spectabilis)가 설악산과 지리산 깊은 곳에 자생한다.

## 사진

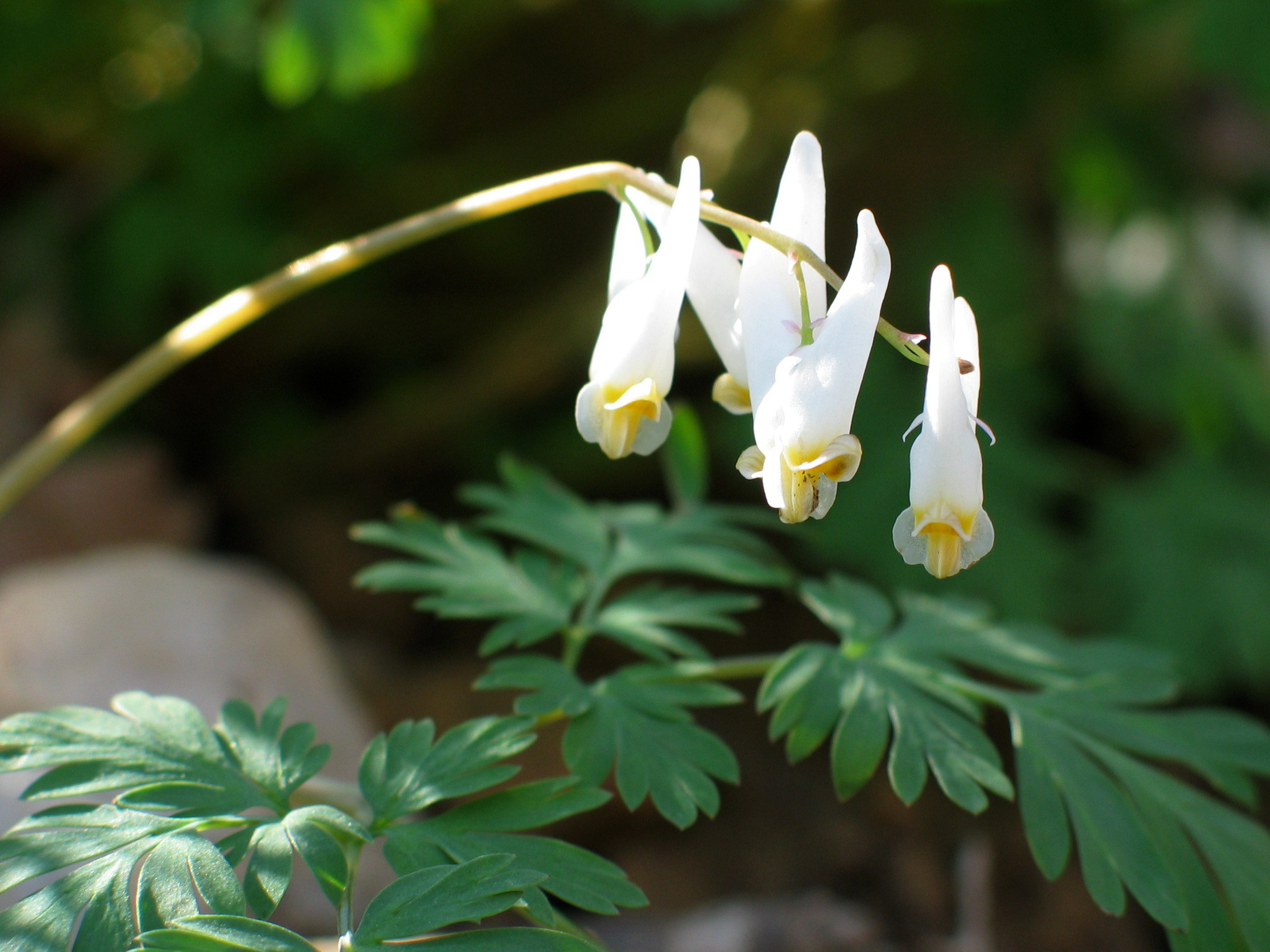
Dicentra cucullaria
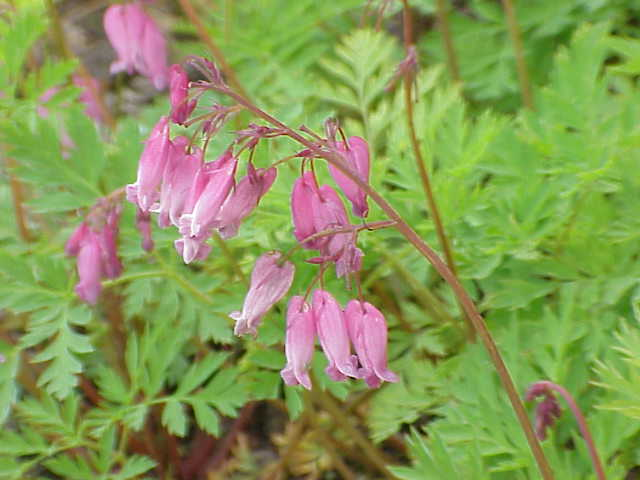
Dicentra eximia
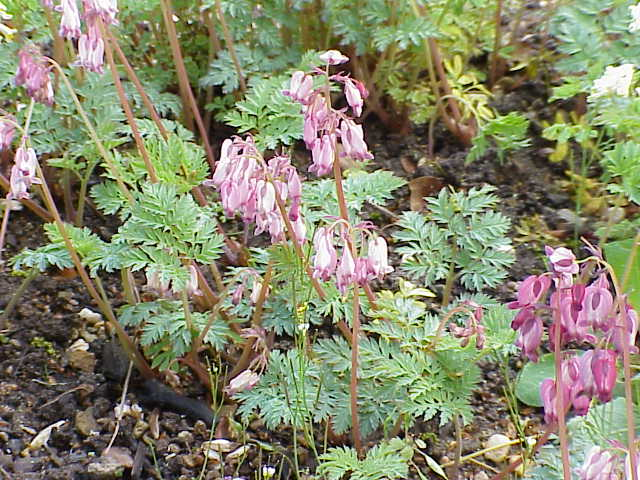
Dicentra formosa
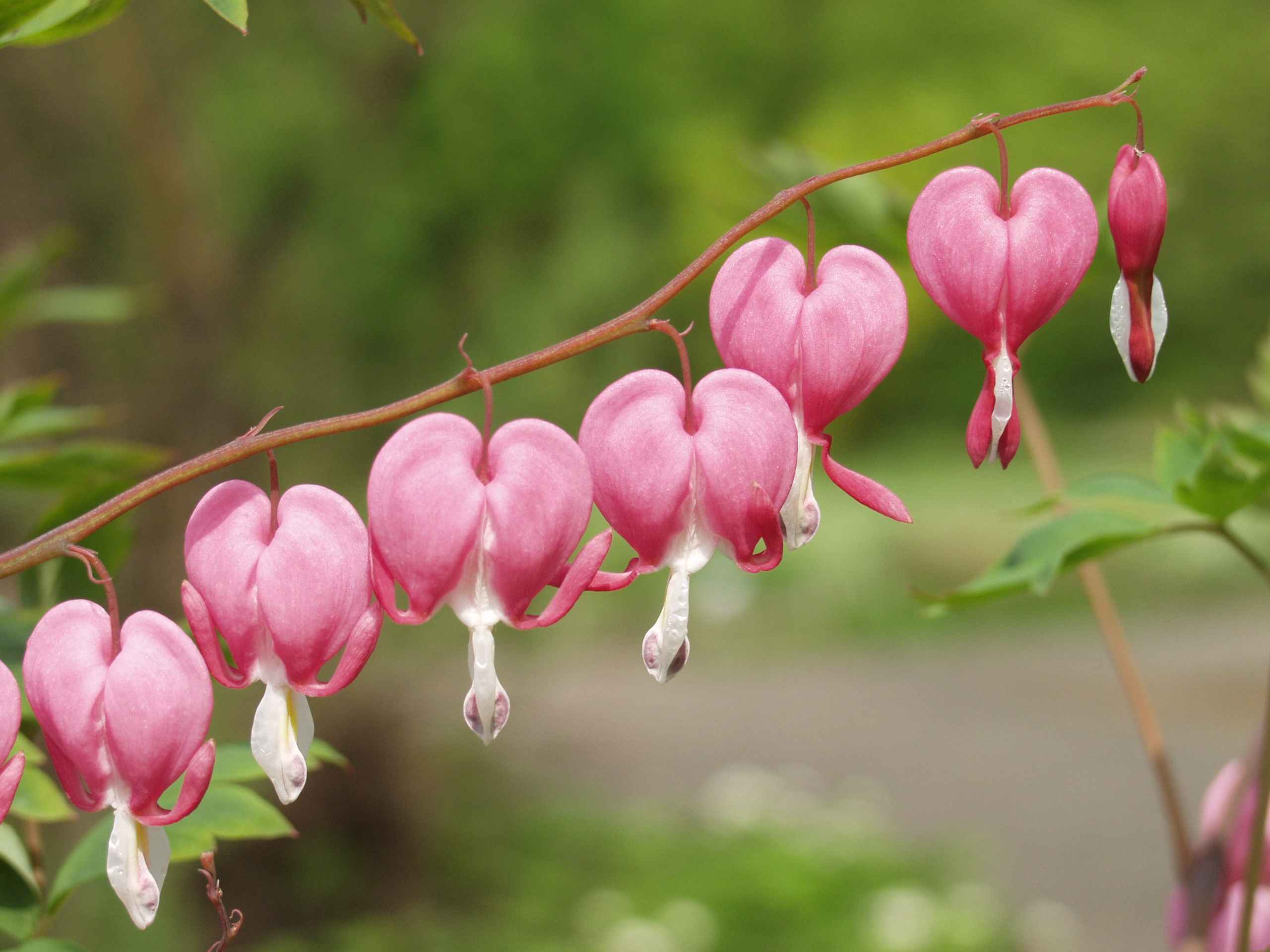
금낭화(Dicentra spectabilis)
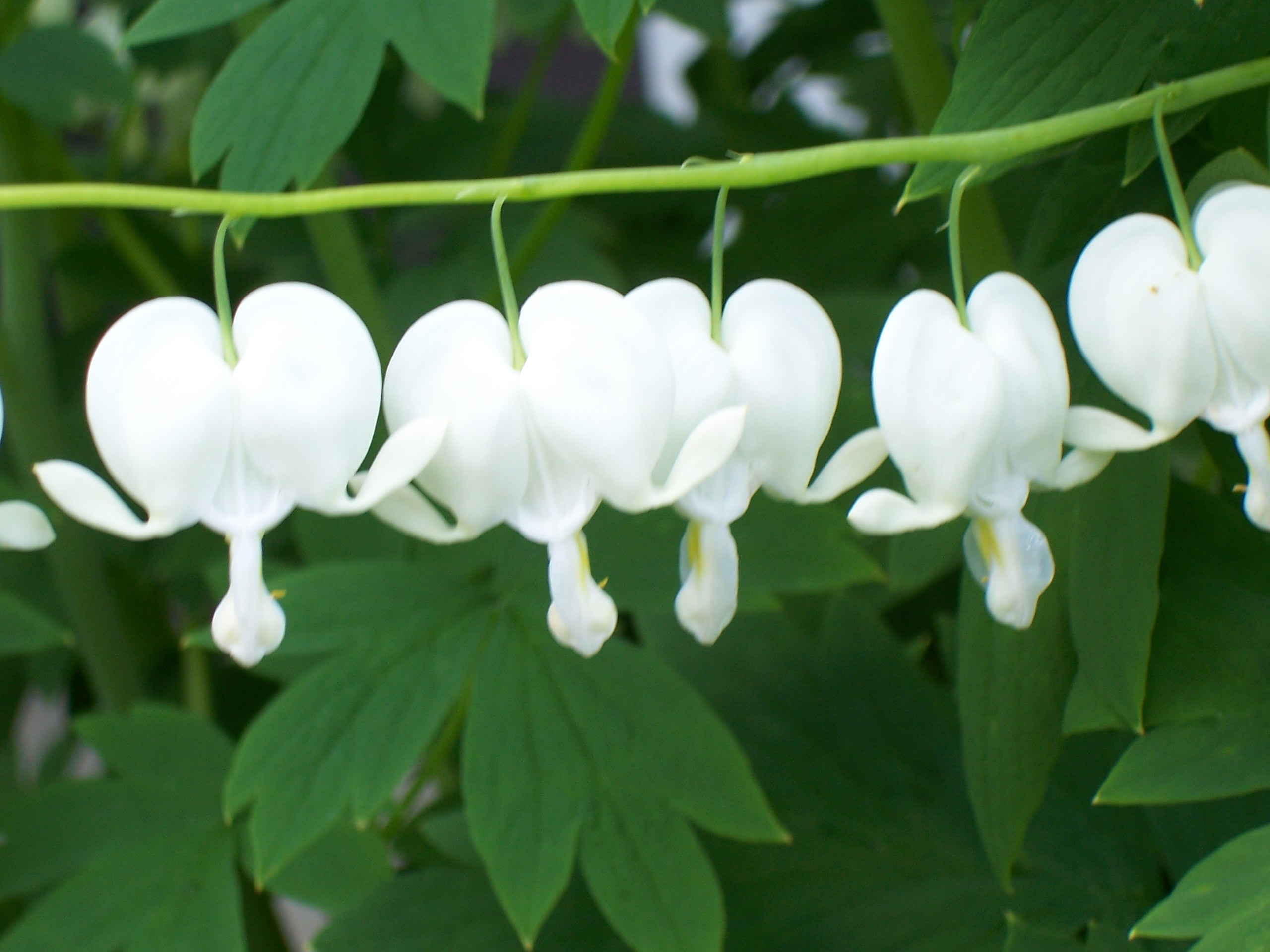
흰금낭화(Dicentra spectabilis 'Alba')